# Henriette Meyer
Henriette Meyer, geborene Fleck (* 14. Juli 1896; † 8. Dezember 1944 in Berlin-Plötzensee) war ein Opfer der NS-Kriegsjustiz.
In den 1930er Jahren wurde Meyer Mitglied der Glaubensgemeinschaft der Vereinigung Internationaler Bibelforscher (Zeugen Jehovas), die vom NS-System aufgrund ihrer pazifistischen Grundeinstellung scharf bekämpft wurde.
Im Dezember 1943 wurde Meyer zusammen mit acht weiteren Zeugen Jehovas aus Neuss, Herne, Rheydt und Düsseldorf – darunter ihr Ehemann Ernst Meyer (1893–1944) – aufgrund ihrer anhaltenden Betätigung im Sinne der antimilitaristischen Ideologie der Zeugen Jehovas (Vervielfältigung und Verbreitung von gegen den Krieg gerichteten Schriften) unter dem Vorwurf staatsfeindlicher Aktivitäten verhaftet. Gemeinsam mit zusammen mit ihr verhafteten Personen wurde sie nach Berlin überführt und dort am 2. August 1944 vor dem Volksgerichtshof wegen Wehrkraftzersetzung und Feindbegünstigung angeklagt. Meyer sowie sechs weitere Angeklagte (Helene Gotthold, Luise Pakull, Else Woiecziech, Wilhelm Hengeveld, Ernst Meyer und Mathilde Hengeveld) wurden zum Tode verurteilt; zwei weitere erhielten Haftstrafen.
Meyer wurde zusammen mit Gotthold, Pakull und Woiecziech am 8. Dezember 1944 in der Strafanstalt Plötzensee hingerichtet.
Heute erinnert ein Stolperstein vor dem Haus Hermann-Löns-Straße 4 in Mönchengladbach an Meyer. Weitere Stolpersteine vor demselben Haus erinnern an ihren Ehemann Ernst und ihren Sohn Erich.